# Leucospis viridis
Leucospis viridis is een vliesvleugelig insect uit de familie Leucospidae. De wetenschappelijke naam is voor het eerst geldig gepubliceerd in 2003 door Vago & Pauly.